# 蟄棲副軟口魚
蟄棲副軟口魚（學名：Parachondrostoma turiense）為輻鰭魚綱鯉形目雅羅魚科副軟口魚屬的一個種，被IUCN列為瀕危保育類動物，分布於歐洲西班牙東部的Turia與Mijares河流域，本魚體身體細長，頭部相對較小，口下位，下唇較厚，背鰭鰭條8枚，臀鰭鰭條8至10枚，側線鱗有44至45個，咽齒6-5個，體長可達25公分，棲息在流動的溪流，繁殖期在三至五月，因棲地破壞，水壩興建、水汙染、外來種入侵導致族群數量減少。